# 井上真吾
井上 真吾（いのうえ しんご、1971年8月24日 - ）は、日本の実業家、プロボクシングトレーナー、元アマチュアボクシング選手。神奈川県座間市出身。有限会社明成塗装代表取締役。株式会社井上プロモーション代表取締役。株式会社エスタス・I起業。トレーナーとしては大橋ボクシングジムに所属し、長男の井上尚弥、次男の井上拓真、甥の井上浩樹を指導している。

## 経歴
小学校低学年で両親が離婚し母子家庭で育てられ、中学卒業と共に塗装業で働き始め、19歳で結婚し20歳で独立。
24歳の時に中学時代の友人の勧めでボクシングを始め、アマチュア2戦2勝を挙げるも、多忙のため競技から退いたが、休日に自宅で練習をしていると小学生だった長男の尚弥が興味を持つようになり、次男の拓真も加わってトレーニングを始める。
34歳よりアパート・マンション経営を始め、39歳の時に秦野市でアマチュアジムを設立。
尚弥のプロ転向に合わせ、大橋ジムのトレーナーに就任し、尚弥、拓真を兄弟世界王者に育てた。
これらの功績から、ボクシング関連団体から以下の表彰を受けている。
- 2014年：エディ・タウンゼントを偲ぶ会 エディ・タウンゼント賞[2]
- 2018年：リングマガジン 年間最優秀トレーナー賞[4][5]
- 2019年：WBC 年間最優秀トレーナー賞（ノミネート）[6]
- 2023年：WBC 年間最優秀トレーナー賞[7]
- 2024年：WBA 年間最優秀トレーナー賞[8]